# 霧のめぐり逢い
「霧のめぐり逢い」（きりのめぐりあい）は、1976年8月1日にリリースされた岩崎宏美の6枚目のシングル。発売元はビクター音楽産業。

## 概要
岩崎は表題曲の歌入れの際、出だしのところでスリリングな感じを出すのに苦労したという。ジャケットの写真は篠山紀信が撮影した。

## 収録曲
- 両楽曲共に、作詞：阿久悠／作曲・編曲：筒美京平

1. 霧のめぐり逢い（3分16秒）
2. 感傷時代（3分26秒）